# 大凱珀爾島
大克佩爾島（Great Keppel Island）是澳大利亞昆士蘭州的一個島嶼，位於昆士蘭州中部。大克佩爾島是克佩爾群島的18個島嶼中面積最大的一座，面積達14.5 km²。大克佩爾島也是一個著名的旅遊景點。